# Upłazkowa Turnia

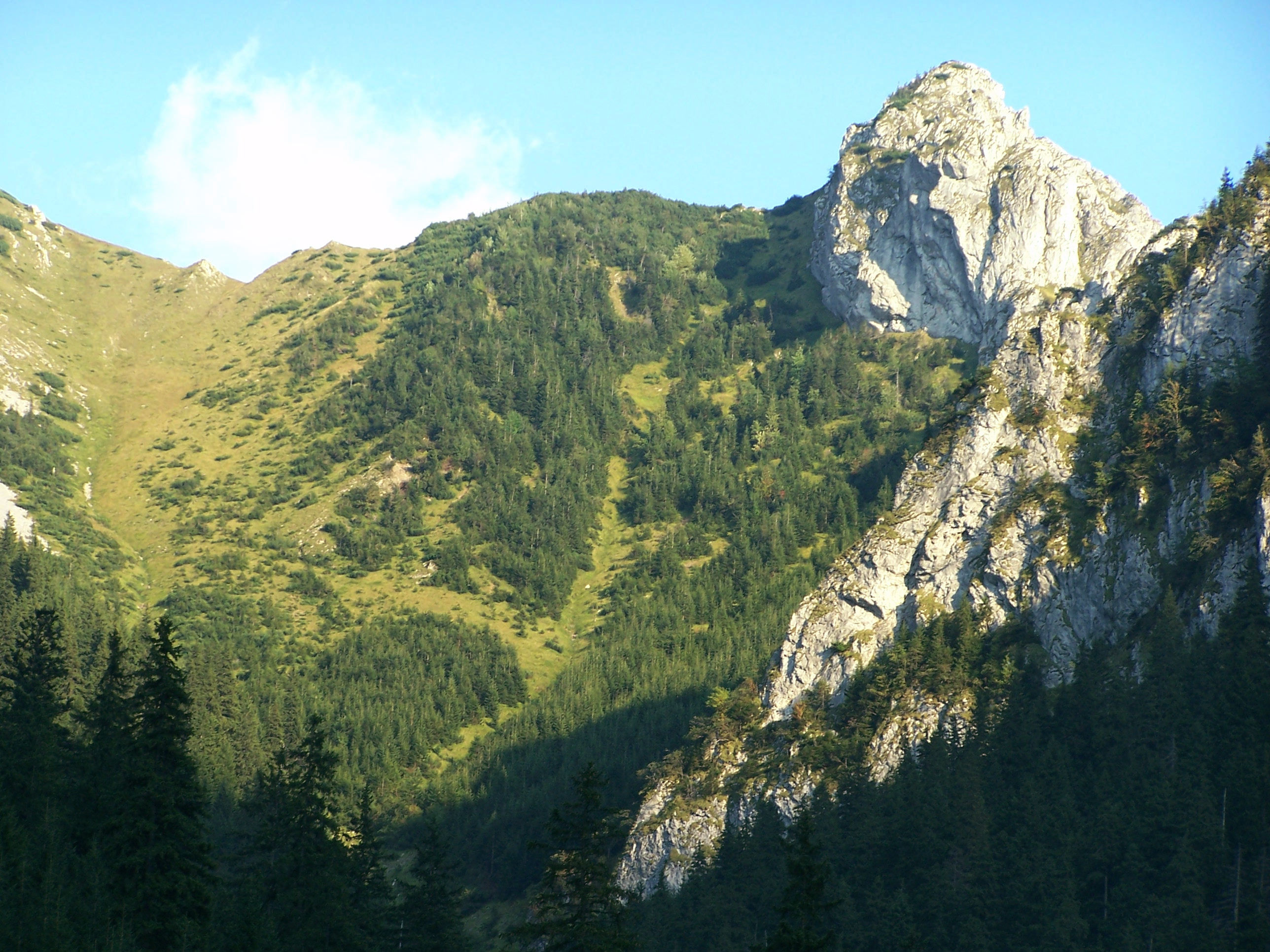
Żleb nad Pisaną i Upłazkowa Turnia. Widok z Polany Pisanej

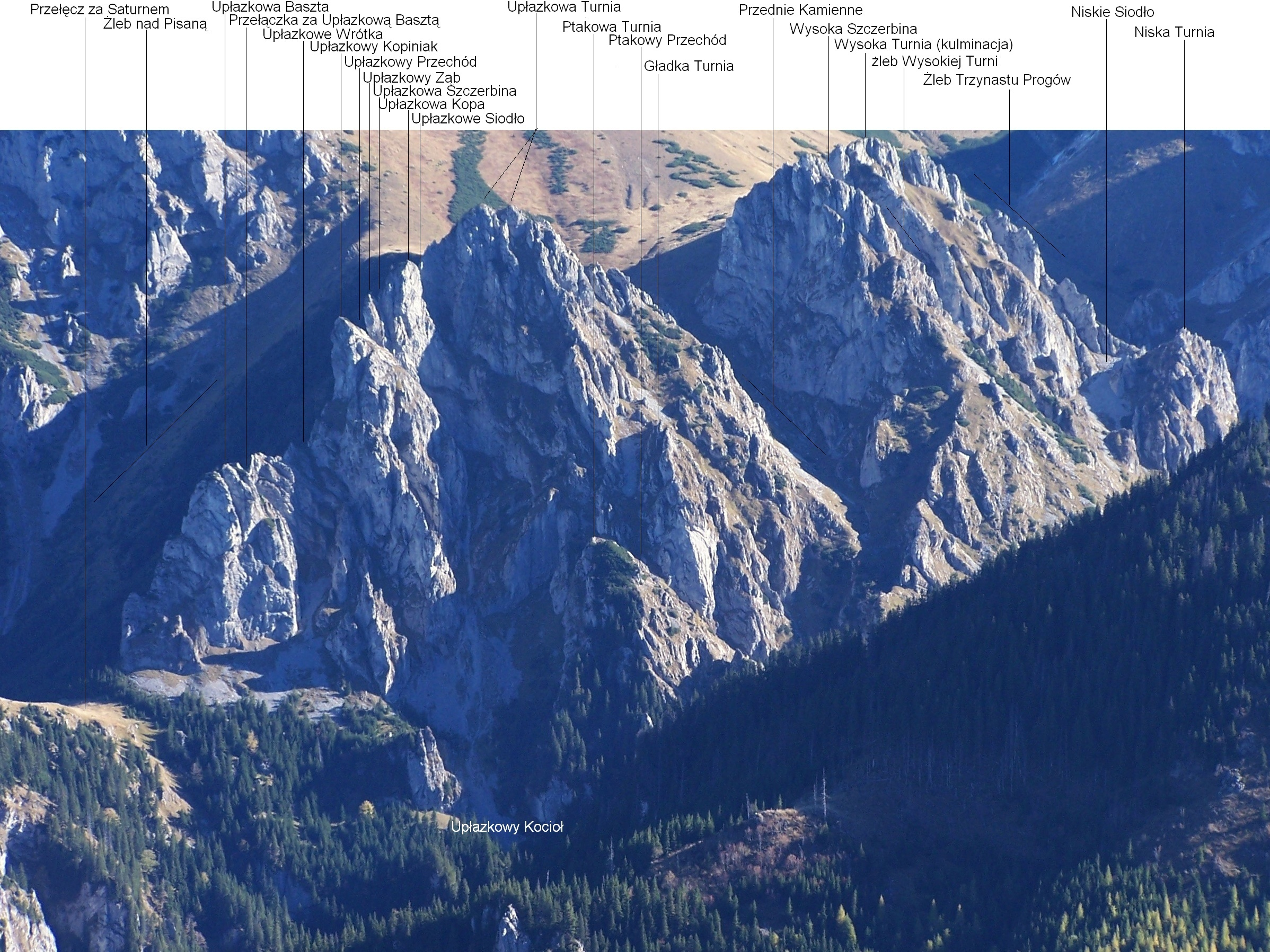
Opisane obiekty Upłazkowej Turni i Wysokiej Turni

Upłazkowa Turnia (1608 m) – turnia we wschodnich zboczach Doliny Kościeliskiej w Tatrach Zachodnich. Znajduje się w południowo-zachodnim grzbiecie odchodzącym od Równi nad Karczmą, który poprzez Upłazkową Turnię, Saturn i Ratusz opada do dna Doliny Kościeliskiej, tworzy na znacznej długości prawe obramowanie Wąwozu Kraków i oddziela go od Pisaniarskiego Żlebu. Upłazkową Turnię od Równi nad Karczmą oddziela Upłazkowa Przełączka (ok. 1600 m), od Saturna Przełęcz za Saturnem (ok. 1350 m). Upłazkowa Turnia zbudowana jest ze skał węglanowych. Oglądana z góry (z południowo-zachodniego grzbietu Ciemniaka) jest niepozorną, niewiele wznosząca się nad trawiasty grzbiet Upłazkowej Przełączki grupą skał, jednak do Wąwozu Kraków opada częściowo ścianami, a częściowo bardzo stromym zboczem. Względna wysokość wierzchołka nad dnem Wąwozu Kraków sięga 350 m. Znajduje się tu wiele jaskiń, m.in. Jaskinia z Konkrecjami Niżnia, Dziura nad Zachodem, Dziura pod Wantą, Trójkątny Schron, Schron w Upłazkowej Turni, Upłazkowa Koleba, Upłazkowa Szczelina, Mokra Szczelina, Spękana Szczelina, Gawra, Mała Gawra, Jaskinia przy Perci, Jaskinia Skoruszowa, Jaskinia nad Percią, Arkada, Schron przy Arkadzie, Jaskinia nad Arkadą, Dziura pod Arkadą, Ukryty Schron, Jaskinia Jagnięca, Tunel pod Upłazkowym Przechodem, Lustrzany Korytarz.
Upłazkowa Turnia jest skomplikowanym topograficznie masywem. Od południowo-wschodniej strony tylko wierzchołek jest skalisty, niżej turnia opada łatwym, trawiastym stokiem do Przedniego Kamiennego. Natomiast jej główna Upłazkowa Grań, opadająca od wierzchołka w północno-zachodnim kierunku do Przełęczy za Saturnem ma różnicę wysokości 290 m i składa się z wielu turni i przełączek, które zarówno na południową, jak i północną stronę opadają urwistymi ścianami (południowe ściany są zazwyczaj dwukrotnie wyższe). Natomiast od strony Pisaniarskiego Żlebu na wszystkie jej przełączki można wyjść bez trudności. W Upłazkowej Grani kolejno wyróżnia się następujące obiekty:
- szczyt Upłazkowej Turni (1608 m),
- Upłazkowe Siodło (ok. 1590 m),
- Upłazkowa Kopa (ok. 1600 m),
- Upłazkowa Szczerbina,
- Upłazkowy Ząb,
- Upłazkowy Przechód (ok. 1560 m),
- Upłazkowy Kopiniak (ok. 1570 m),
- Upłazkowe Wrótka (ok. 1505 m),
- Przełączka za Upłazkową Basztą (ok. 1500 m),
- Upłazkowa Baszta (ok. 1515 m)[4].

Ponadto od wierzchołka w południowo-zachodnim kierunku do Wąwozu Kraków opada jeszcze jedna grań tworząca prawe obramowanie dolnej części Przedniego Kamiennego. Wyodrębnia się w niej Gładka Turnia, Ptakowy Przechód i Ptakowa Turnia, u podnóża której znajduje się formacja skalna zwana Kościołem. Pomiędzy tą granią a główną północno-zachodnią Upłazkową Granią znajduje się Upłazkowy Kocioł.
Nie jest udostępniona turystycznie. Jest dobrze widoczna z Polany Pisanej oraz z okolic Chudej Przełączki i trasy turystycznej przez Czerwony Żleb do Doliny Tomanowej. Taternicy wytyczyli w niej wiele dróg wspinaczkowych.

## Galeria

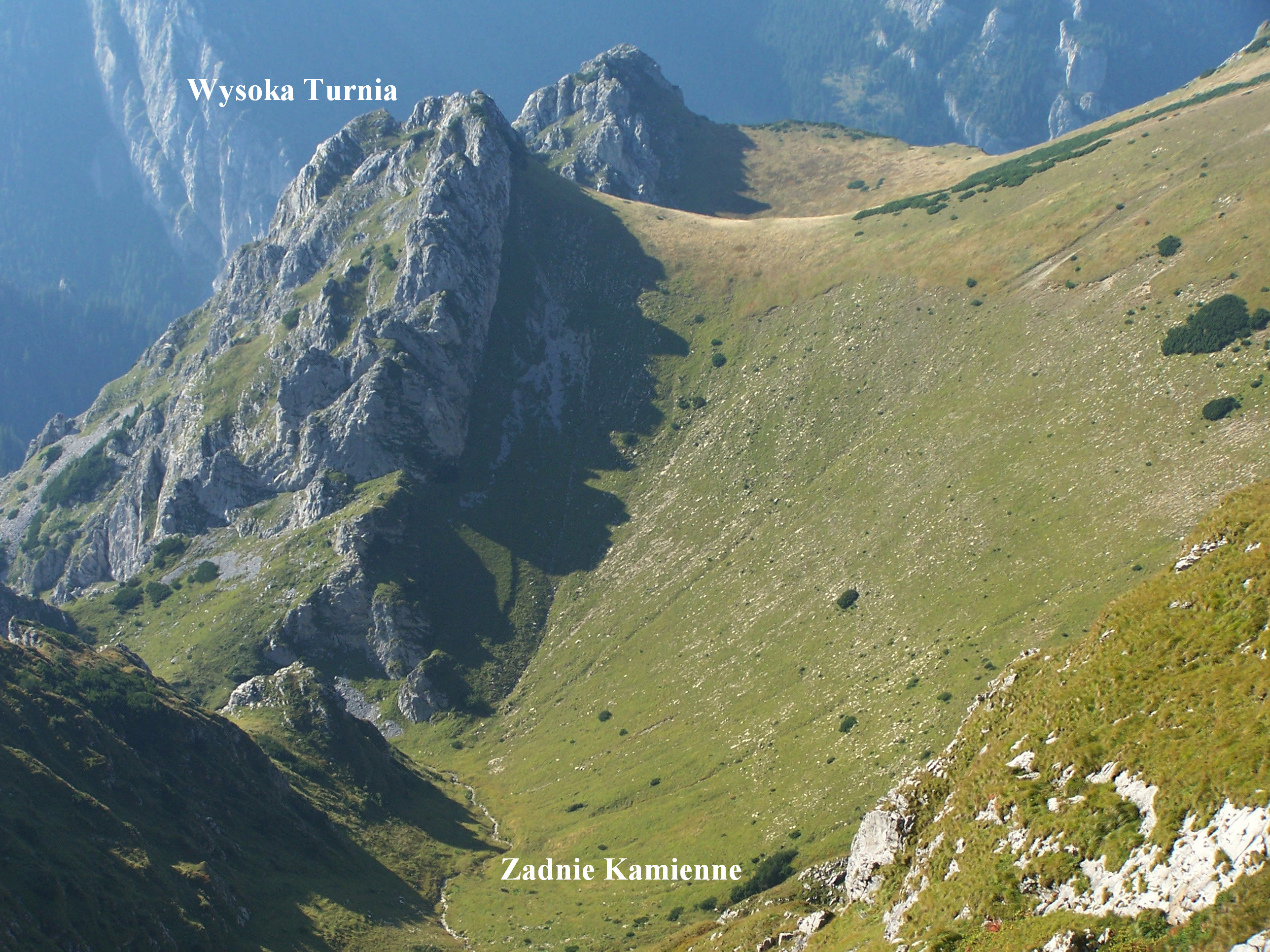
Widok z trasy przez Czerwony Żleb
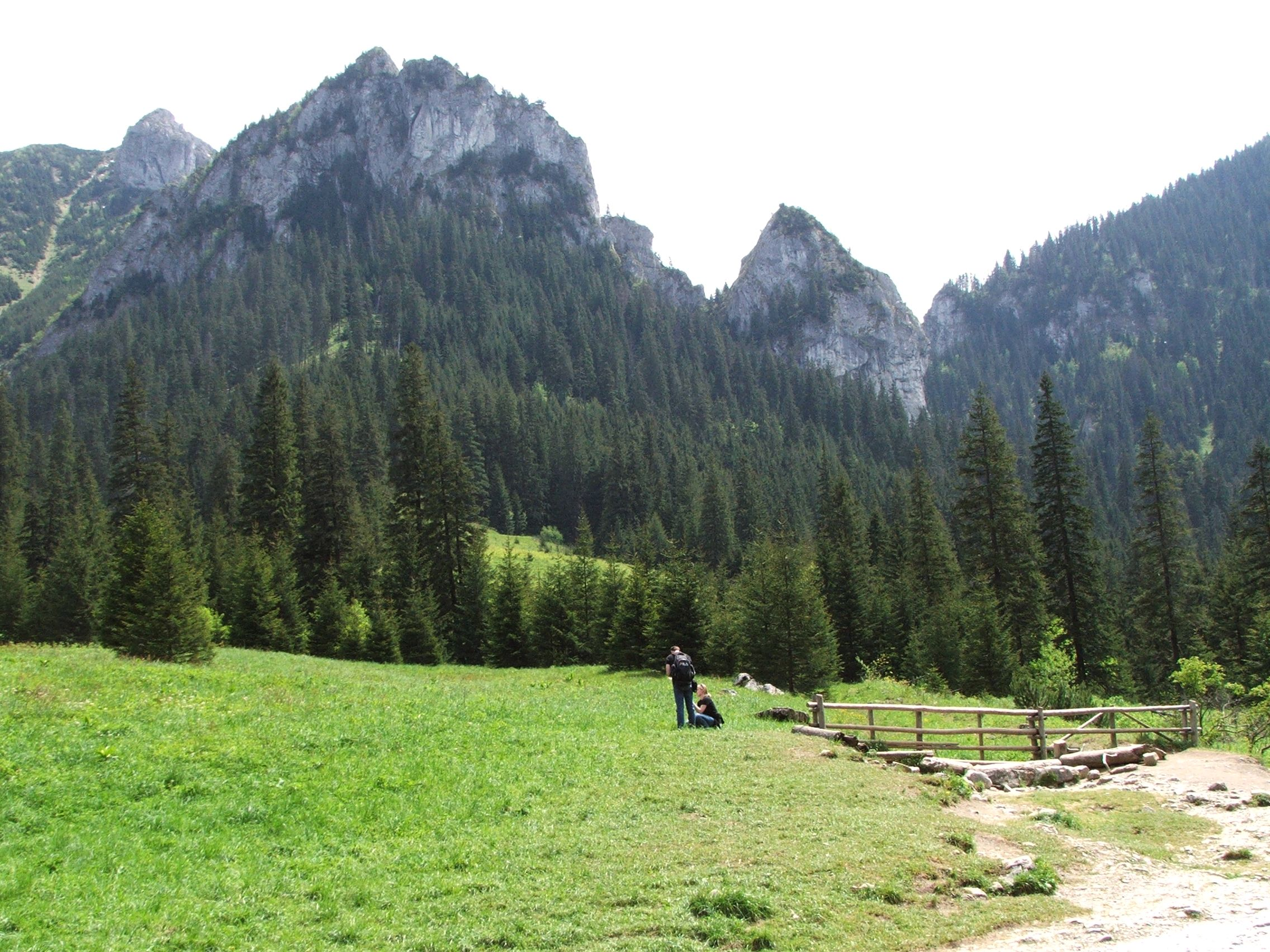
Widok z Polany Pisanej
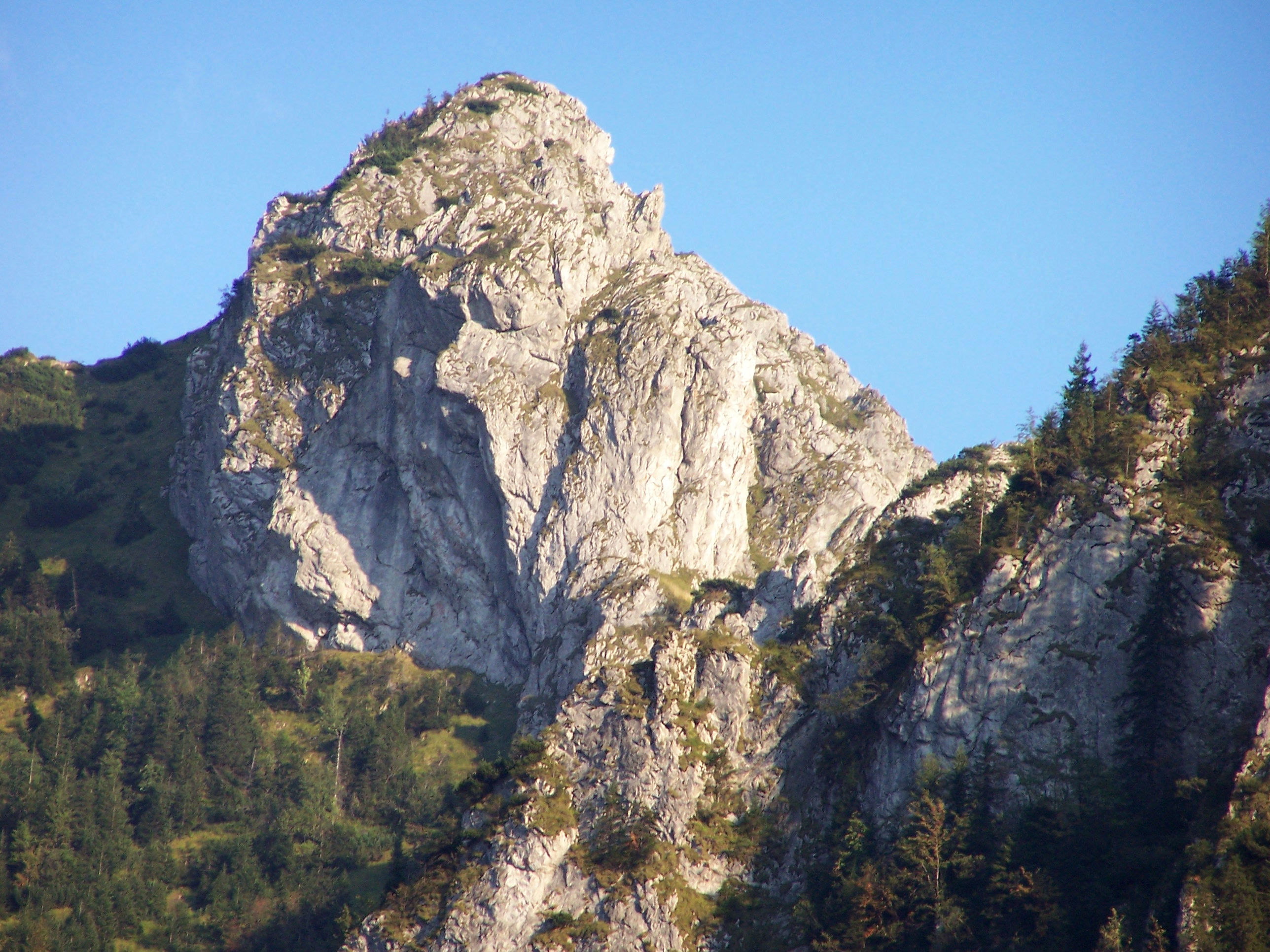
Widok z Polany Pisanej
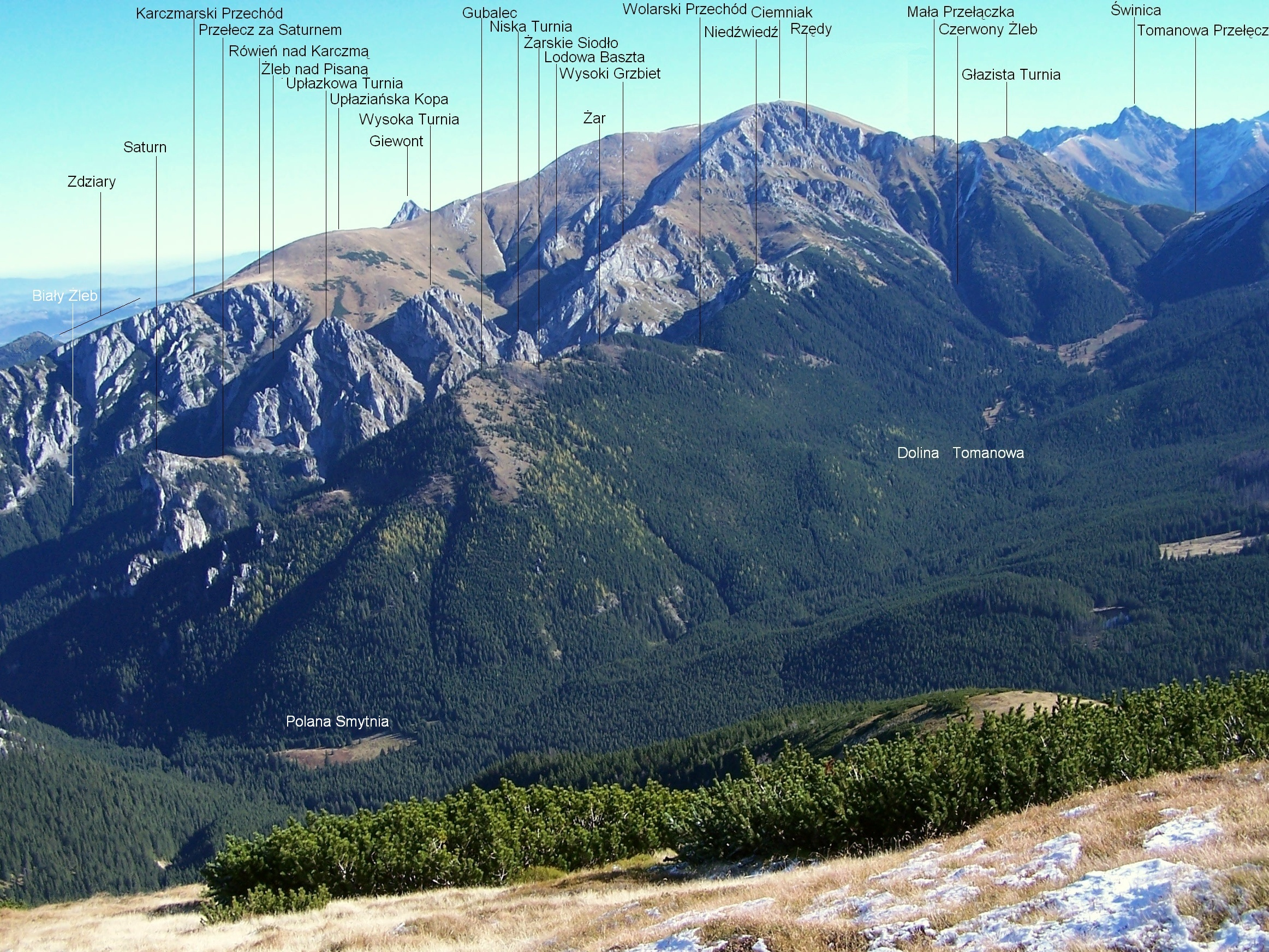
Widok z Ornaku